# Vallee Du Kou
Vallee Du Kou – miasto w Burkinie Faso, w Prowincji Houet. Według danych szacunkowych na rok 2010 liczy 19 958 mieszkańców.